# Fabinho (football, 1990)
Pour les articles homonymes, voir Fabinho, Rodrigues (homonymie) et Silva.
Fábio Rodrigues da Silva (né à Guaporé, Brésil, le 17 mars 1990), alias Fabinho, est un joueur de football brésilien, qui joue au poste d'attaquant au  club de Porto Alegre. Il est détenteur du record du but le plus rapide en compétition officielle (FIFA) entre 2007 et 2009, il reste détenteur de ce record en compétition internationale.

## Record
Le 18 août 2007 à Jéju, Fabinho, âgé de 17 ans, a inscrit le but le plus rapide de l'histoire des compétitions de la FIFA en ouvrant la marque dès la 9e seconde pour le Brésil contre la Nouvelle-Zélande (score final : 7-0) lors de la Coupe du monde de football des moins de 17 ans 2007.
Le précédent record était détenu par le Turc Hakan Şükür depuis le 29 juin 2002. Il avait marqué au bout de 11 secondes contre la Corée du Sud, lors du match pour la troisième place de la Coupe du monde 2002 (victoire de la Turquie 3 à 2).
Rémi Maréval bat ce record à l'occasion d'un match entre le FC Nantes et Nîmes Olympique à la Beaujoire, le 26 septembre 2009 en marquant au bout de huit secondes.